# カール・イールソン

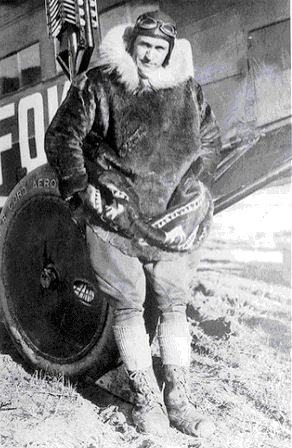
Carl Ben Eielson

カール・イールソン（Carl Benjamin Eielson、1897年 - 1929年）はアメリカ合衆国のパイロット。極地飛行を行った航空のパイオニアである。

## 生涯
ノルウェー移民の息子として、ノースダコタ州ハットンに生まれた。子供の頃から航空に憧れ、アメリカの第一次世界大戦参戦は、イールソンがパイロットになるチャンスを与えた。1917年に陸軍航空隊で飛行を学び、1918年1月に陸軍通信隊の航空部門に配属された。イールソンの訓練中に戦争が終わり、軍のパイロットに対する需要が減少したが、イールセンは飛行士のになるのをあきらめずに、友人とハットン航空クラブを創設し、バーン・ストーミングを始めた。
1921年にワシントンのジョージタウン法律学校（現在のジョージタウン大学）を卒業し、警察でアルバイトしている時に、アラスカの政治家、ダニエル・サザーランドと知り合い、教師としてアラスカにいくことを依頼された。
1921年にアラスカで初めての郵便飛行を行い、イヌゾリで20日かかっていた、フェアバンクスからマクグレースMcGrathまでを4時間で飛行した。1926年にはアトランタからフロリダのジャクソンビルの間の郵便飛行も行っている。
1928年4月にオーストラリアの極地探検家ヒューバート・ウィルキンス(Hubert Wilkins)とともに、北極横断飛行を行った。ポイント・バローからスピッツベルゲン島までの3540kmを20時間にわたって飛行した。飛行の目的はアラスカと北極点の間に、グレアムランド(Graham Land)と呼ばれた島が本当にあるかどうかを確かめることであった。1928年と1929年の夏の間、ウィルキンスとイールソンは極地飛行を繰り返し、知られていなかった島を含む、北極海の地図を作った。
極地飛行から戻ると、アメリカ航空会社（Aviation Corporation of America）の子会社のアラスカ航空の設立を依頼された。
1929年11月9日、イールソンは機関士のアール・ボーランドと共に、ノースケープで氷に閉じ込められた貨物船Nanukの15人の乗員の救援に向かう途中で乗機が墜落し死亡した。
イールソンの名前は アイルソン空軍基地の名前やリバティ船などに名づけられた。1928年に優秀なパイロットに贈られるハーモン・トロフィーを受賞した。1985年にデイトンの全米航空殿堂に殿堂入りした。

## References

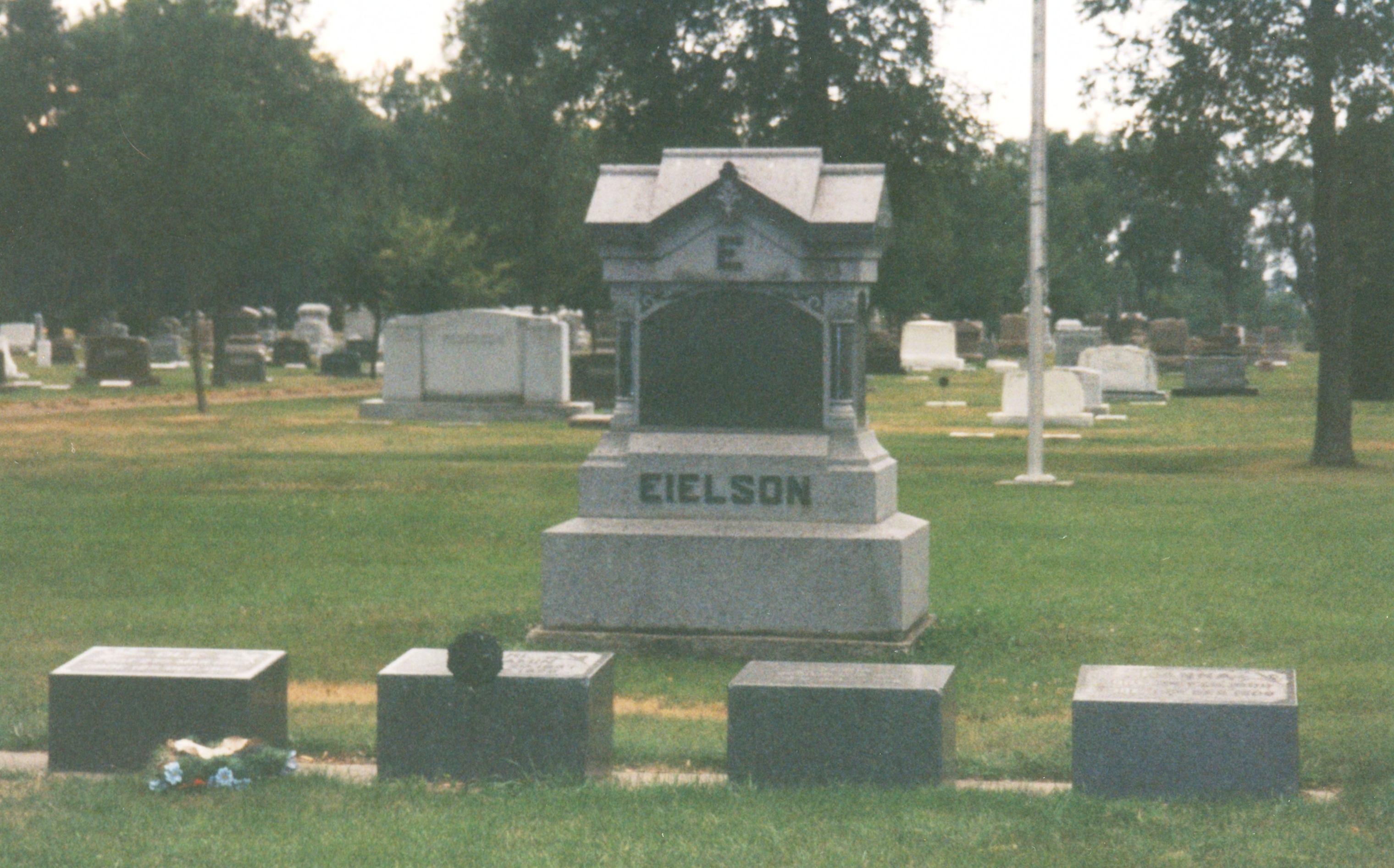
ノースダコダのイールソンの墓

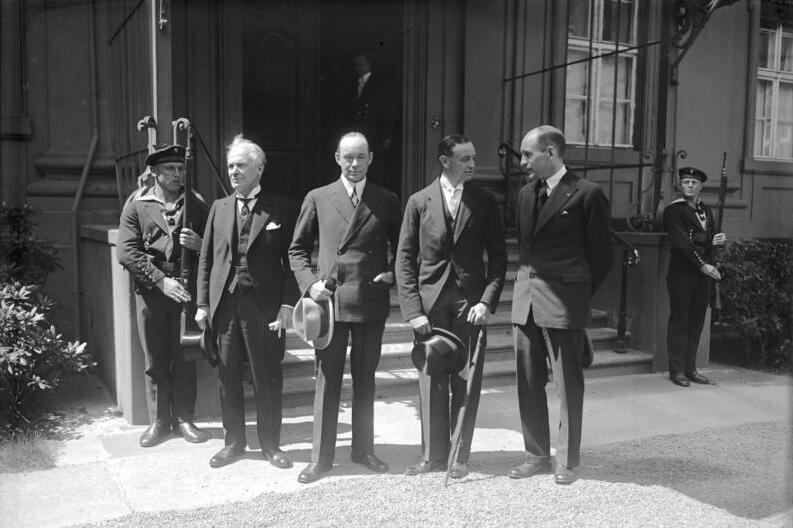
ヒンデンブルクを訪れたイールソンとウィルキンス

- Dorothy G. Page, Polar Pilot: The Carl Ben Eielson Story. Vero Media, Moorhead, Minnesota. 1992. ISBN 0-8134-2936-6
- Erling Rolfsrud, Brother to the Eagle, Alexandria, Minnesota 1952